# Nørreport Station (Aarhus)
|  | Ikke at forveksle med Nørreport Station i København. |
Nørreport Station er en letbanestation i Aarhus midtby i Nørre Stenbro. Stationen ligger på gaden Nørreport ved krydset med Nørregade og Knudrisgade. Den er udformet som en øperron beliggende midt i gaden og med adgang via fodgængerfeltet i krydset. Midt på perronen er der en simpel overdækning med bænke og en rejsekort-billetautomat. Stationen er opkaldt efter gaden Nørreport som strækker sig kystvejen til Nørrebrogade. Der er sporskifter på stationen, samt alle toge holder her, uanset om passagerer skal på eller af.
Strækningen mellem Aarhus H og Universitetshospitalet, hvor stationen ligger, åbnede den 21. december 2017. I den første køreplan er stationen omtalt som Nørreport Aarhus, men på skiltene står der kun Nørreport.
Som et kuriosum kan nævnes, at letbanen her krydser den sporvej, der blev nedlagt 7. november 1971. Nogle af sporene fra dengang dukkede endda op, da man var i færd med at anlægge de nye.

## Galleri
- Wikimedia Commons har flere filer relateret til Nørreport Station (Aarhus)

- Stationen maj 2019.
- Den kommende Nørreport Station i maj 2017.
- Nørreport Station ved dag.
- Nørreport Station ved aften.